# Метаболизъм (архитектура)
Вижте пояснителната страница за други значения на Метаболизъм.
Метаболизъм (архитектура) е японски архитектурен стил (японски メタボリズム, metaborizumu), създаден през 1960 година от група японски архитекти, между които Кионори Кикутаке, Кишо Курокава, Фумихико Маки и други.

## Създаване на архитектурното направление
Известният архитект Кендзо Танге като ръководител, представя младия архитект Kiyonori Kikutake и два от неговите теоретични проекта на CIAM 1959. В резултат на това група съмишленици от архитекти, архитекти по градско планиране и дизайнери се обединяват, за да дискутират и развиват по-нататък идеите в тези проекти.
По време на обсъждане на проекта на Kikutakes „Marine City“ от 1958, Noboin Kawazoe използва понятието shinchintaisha (японскиобмяна на веществата, engl. metabolism) като символ на обмяната на материали и енергия между организмите и постоянно подновяване на старото с ново. Групата приема тази идея и търси едно международно използвано понятие и стигат до използването на понятието метаболизъм. Идеята им е да се пренесат принципите на органичния живот от момента на раждането и по време на растежа върху градското строителство и архитектурата. През 1960 година Кишо Курокава, Кионори Кикутаке и Фумихико Маки създават основните принципи на този стил. Гъвкави, с възможност за разширение големи структури (подобно на стеблото и клоните на дървото), трябва да позволяват замяната на определени строителни модули (подобно на листата на дървото). Примерни проекти показват как да се интегрират транспортната инфраструктура (влакове, пътища, асансьори и други), подобно на артерии в тези структури. Според метаболистите, бъдещите общества ще трябва да живеят и работят в тези „градски организми“.
В структурата както на отделните здания, така и на цели комплекси и градове, при изграждането на които се използват идеите на метаболистите се вижда ясно постоянната и променливата съставка. Други основни признаци на тази архитектура са: модулност и клетъчност. Най-характерен пример за този стил е кулата Накагин на архитект К.Курокава.

### Исторически контекст при създаване на архитектурния стил
Идеите на метаболистите възникват след войната, когато стават популярни различни радикални идеи за възстановяването на силно разрушените градове. При това тези идеи са повлияни от японската култура и религия (като например прераждането в будизма) и от науката (физиката и биологията). Мотаболистите използват и по-стари разпространени идеи като предварително изработени строителни елементи или периодично обновяване (както е при Ise-Schrein)

## Реализирани проекти
- The Yamanashi Press and Broadcaster Centre
- Shizuoka Press and Broadcasting Tower
- Hillside Terrace